# Aaleni

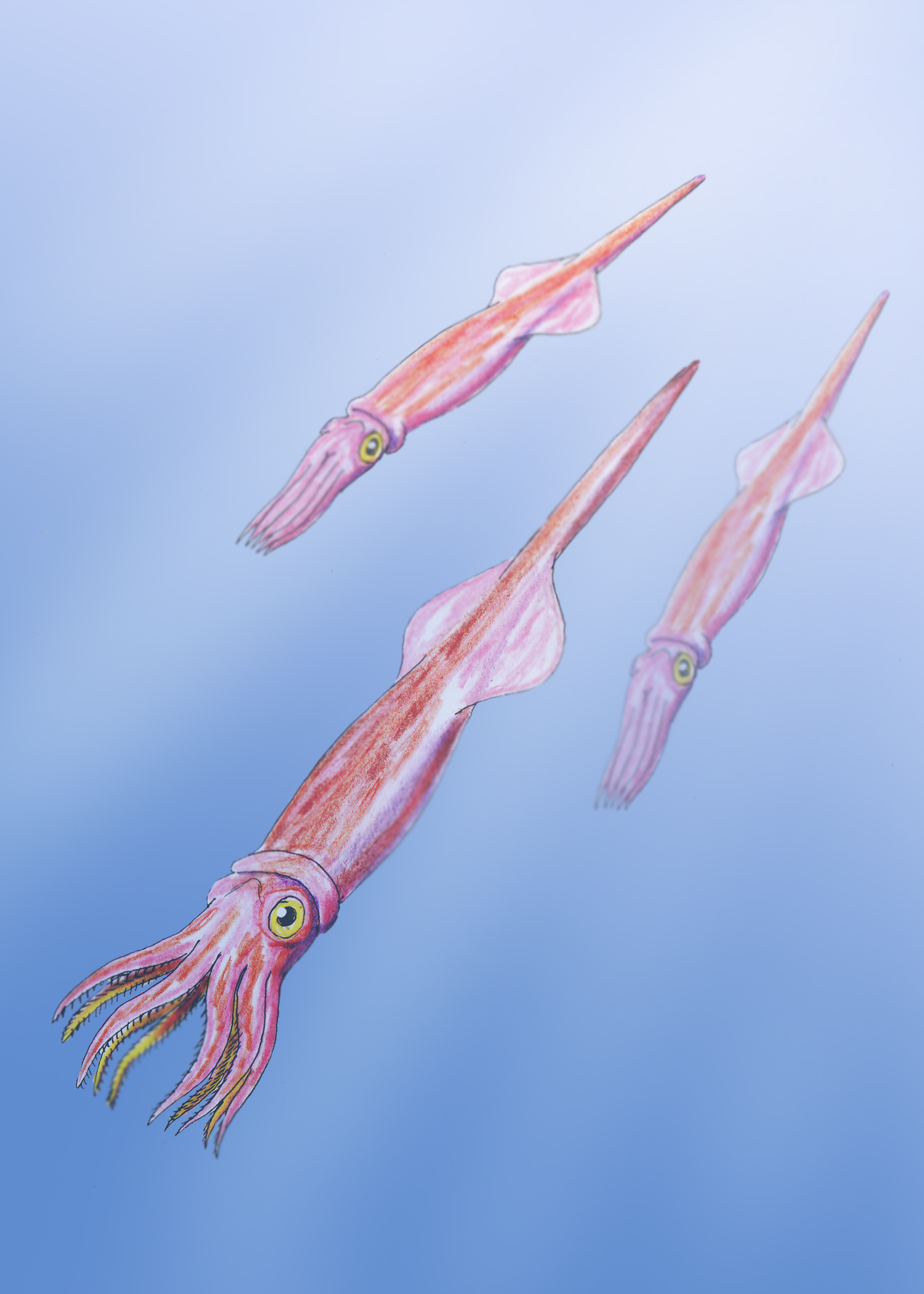
Az aaleni korszakban is élt belemniteszek

Az aaleni a középső jura földtörténeti kor négy korszaka közül az első volt, amely 174,1 ± 1,0 millió évvel ezelőtt (mya) kezdődött a kora jura kor toarci korszaka után, és 170,3 ± 1,4 mya végződött a bajoci korszak kezdetekor.
Nevét a németországi Aalen városról kapta, amely 100 kilométerre keletre fekszik Stuttgarttól, a Jura hegység délnyugati részében. Az elnevezést először Karl Mayer-Eymar svájci geológus használta 1864-ben.

## Határai
Kezdetét a Nemzetközi Rétegtani Bizottság meghatározása szerint a Leioceras ammoniteszek legalacsonyabb előfordulási gyakorisága jelzi a korból származó kőzetrétegekben. Az utána következő bajoci azon időszakokból származó kőzetrétegekkel kezdődik, amelyekben a legalacsonyabb a Hyperlioceras ammoniteszek előfordulási gyakorisága.